# さろま
さろまは、近海郵船が運航していたフェリー。その後、カメリアラインで日韓航路にも就航した。

## 概要
ましうに続く第三船として、内海造船瀬戸田工場で建造され、1975年11月18日に東京 - 釧路航路に就航した。
サブリナの就航に伴い1990年6月15日釧路発便をもって引退、カメリアラインへ売却されかめりあとなり、国際航路に対応する改造を受け、1990年12月に博多 - 釜山に就航した。
ニューかめりあの就航により、2004年6月14日で運航を終了した。 
その後、海外売船され、フィリピンのガーバン・ラインズでSUBIC BAY 1として就航した。

### 就航航路
近海郵船
- 東京港 - 釧路港

本船の就航により、3隻を使用した毎日運航となり、釧路港のバースも西港へ移転した。その後、1977年にオイルショックの影響によりましうが売却され、以後は本船とまりもによる3日に2便の運航となった。

## 設計
旅客需給の状況から先に建造されたまりもと比較して旅客定員が削減されている。
国内のカーフェリーとしては初めてIBM製の航海システム装置を搭載、System/7を中心に据えレーダー・ジャイロコンパス・速度計などの航海機器を接続し衝突予防分析・位置測定・航路保持・航路計画のプログラムを稼動させブリッジ内コンソールの円形スクリーンで表示させたものとした。フィンスタビライザーにはブレーキ機能を搭載し停止性能を向上させた。
1978年5月には日立造船神奈川工場で車両甲板の改装を行い、1977年の減便を受け車両輸送能力の是正を図るべく乗用車用のスペースの一部をトラック用に転換し13トントラック18台に対応するものとした。

## 船室
近海郵船時代
- Bデッキ[6]
  - 特等室（2名 1室[12]）
  - 一等室（3名×5室・4名×18室・5名×4室[12]）
  - スナックバー[6]
  - レストラン - セルフサービス制を採用[6]。
  - そばコーナー - 立ち食い制で近代的かつ和風のインテリアとした[6]。
  - 案内所[13]
- Cデッキ[6]
  - 二等室（和室8室・合計273名、グリーン室9名×4室・12名×1室[12]）
  - ドライバー室（20名 1室[12]）
  - エントランスホール - 寒冷地のイメージと相対する茶色のインテリアとした[6]。
  - 大浴場[6]「さろま湯」[13]
  - 売店[6]
  - ゲームコーナー[6]
  - スモーキングルーム[13]
  - 乗用車搭載区画[6]
- Dデッキ[6]
  - トラック搭載区画

カメリアライン時代
- Aデッキ
  - マルチホール - 屋外デッキ部分を改装[9]。
- Bデッキ
  - レストラン「セジュール」[9]（108席）
  - 特等室（2名×7室、1名・3名各2室）
  - 1等室（和室9名×4室・12名×1室、洋室4名×8室・3名×6室）
  - 案内所
  - 免税店
- Cデッキ
  - 2等室（マス席15名×4室、14名×3室、28・23・22名各2室、40・6・5名各1室、リクライニングシート175席） - 自動車区画を改装[9]
  - コーヒーショップ
  - 浴室
  - ゲーム室
  - 自販機コーナー
  - カード・マージャンルーム

## 事故・インシデント
船底浸水
1978年2月27日午後3時頃、釧路港南西約23km沖を航行中、エンジン冷却水を取り入れる船底バルブに氷が詰まり除去作業を行っていた所バルブ操作を誤り海水が噴出、発電機2基が浸水し航行不能となり釧路市と地元海運業者のタグボートが曳航を行い午後8時に釧路港へ引き返した。
貨物船衝突
1988年8月7日、8時6分ごろ、釧路港の第1埠頭西側7号岸壁へ接岸する際、同5号岸壁に接岸していた貨物船フォレスト・ソブリンに衝突した。衝突により本船は右舷船首部のブルワークとハンドレールを曲損、フォレスト・ソブリンは船尾部左舷外板に擦過傷を生じた。事故発生時、霧が出ており視程は約300mだった。また、くしろ港まつりの港内ヨットレース開催により航泊禁止区域が設定されるため、早着する予定だったこと、フォレスト・ソブリンが本船の着岸を待って出港する予定だったことから、本船は着岸を急いでいた。事故原因は、さろまの操船不適切とされた。